# Parafia św. Jana Chrzciciela w Mińsku
Parafia św. Jana Chrzciciela w Mińsku – rzymskokatolicka parafia znajdująca się w archidiecezja mińsko-mohylewskiej, w dekanacie Mińsk-Wschód, na Białorusi. Parafię prowadzą księża Salezjanie. Znajduje się w dzielnicy Sierabranka.

## Historia
Istnienie parafii zatwierdził kard. Kazimierz Świątek 21 listopada 1991, 18 kwietnia 1996 roku została zarejestrowana przez władze państwowe. Zaczęła funkcjonować 8 grudnia 1996 Pierwszym proboszczem został ks. Igor Łaszuk SDB, jednak ze względu na jego pobyt w Rzymie, do kwietnia 1997 r. obowiązki proboszcza pełnił ks. Jan Kremis, wikariusz parafii św. Szymona i św. Heleny w Mińsku. Nabożeństwa odbywały się w prywatnym domu przy ul. Maliauki 13, a od lipca 1997 do 22 czerwca 2002 w sali ŻES nr 80 przy ul. Plechanowa 68/4.
Opiekujący się parafią Salezjanie postanowili otworzyć przy parafii centrum młodzieżowe (oratorium). W tym celu w 1999 r. zakupiono niedokończoną salę sportową przy domu mieszkalnym przy ul. Plechanowa 28/1. Budynek został poświęcony 8 grudnia 2000 przez Nuncjusza Apostolskiego na Białorusi abp Dominika Hrušovský'ego.

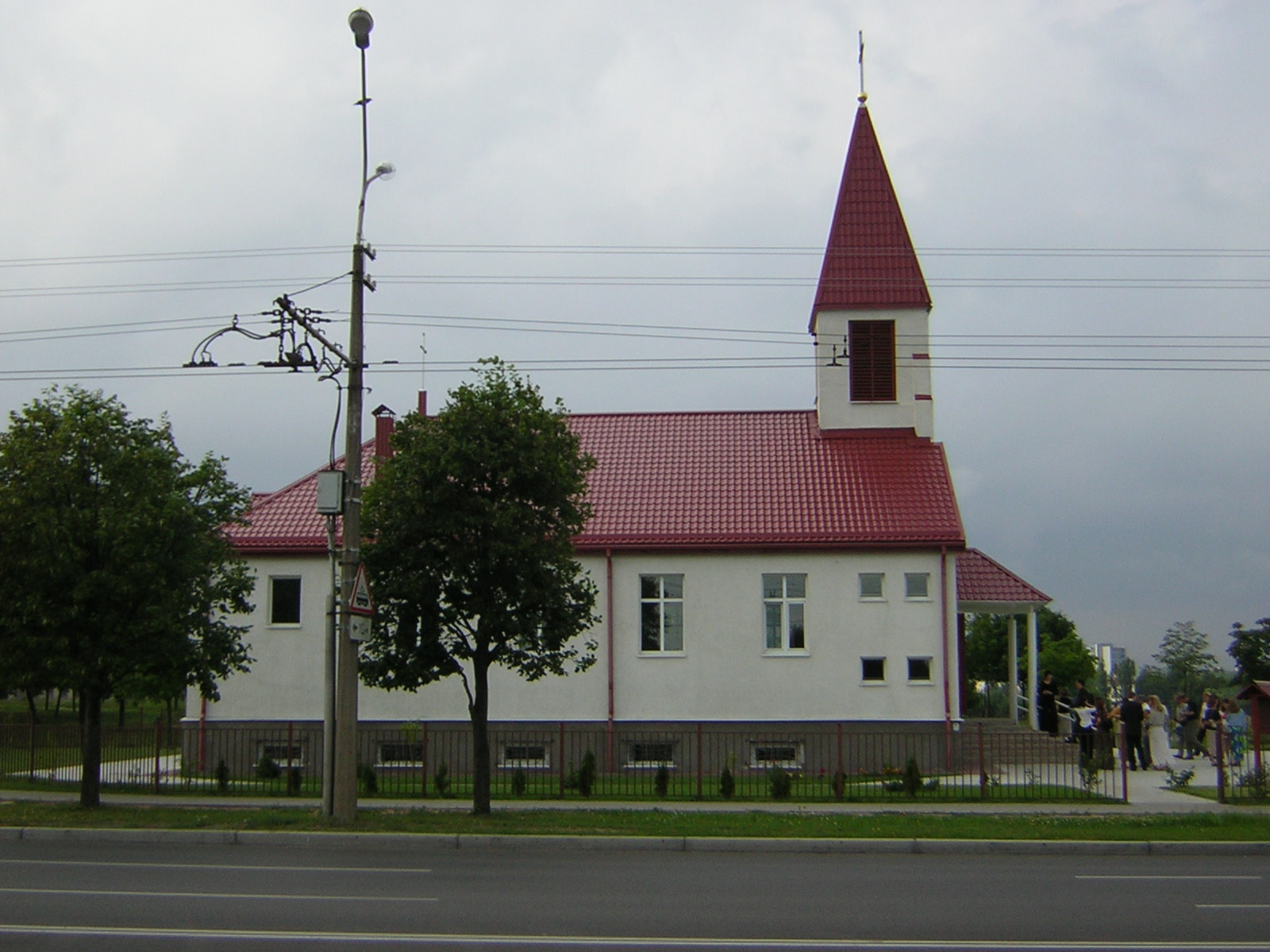
Kaplica św. Jana Chrzciciela

24 czerwca 2000 bp Cyryl Klimowicz poświęcił plac pod budowę kaplicy, na którym umieszczono krzyż, który przedtem znajdował się na frontonie mińskiej katedry.
Budowę rozpoczęto w sierpniu 2001 r. Kaplicę konsekrował bp Cyryl Klimowicz 24 czerwca 2002 Pierwszą Mszę Świętą odprawił 23 czerwca 2002 Nuncjusz Apostolski na Białorusi abp Ivan Jurkovič. Przez cały okres budowy parafianie codziennie o godz. 10.00 odmawiali przy krzyżu różaniec, prosząc o wstawiennictwo Matkę Bożą Wspomożenia Wiernych.
W 2003 r. zatwierdzono projekt nowego kościoła. Pozwolenie na budowę uzyskano na wiosnę 2007 r., 15 czerwca rozpoczęto wykopy pod fundamenty. 21 czerwca 2008 parafię odwiedził Sekretarz stanu Stolicy Apostolskiej kardynał Tarcisio Bertone, który poświęcił kamień węgielny pod budowę nowego kościoła. 8 sierpnia 2015 na wieżach kościelnych umieszczono krzyże, które poświęcił abp Tadeusz Kondrusiewicz.

## Obecnie
Przy parafii działa wiele grup i wspólnot: "Legion Maryi", wspólnota młodych rodzin, kółka różańcowe, wspólnota "Matki w modlitwie", Towarzystwo "Matki Bożej Patronki Dobrej Śmierci", służba liturgiczna, grupa salezjańskich animatorów, zespół muzyczny "Niebaschił", ruch modlitewny "Margarytki". Od 2006 r. istnieje chór parafialny. W centrum młodzieżowym prowadzone są zajęcia języka polskiego.

## Proboszczowie parafii
| imię i nazwisko              | daty urzędowania |
| ---------------------------- | ---------------- |
| Ks. Igor Łaszuk SDB          | 1996–2011        |
| Ks. Aleksander Miatlicki SDB | 2011–            |